# Benjamín Rubio
Benjamín Rubio (La Bustarga, León, España, 12 de octubre de 1925 - 25 de agosto de 2007) fue un sindicalista activo en la zona de Laciana.

## Biografía
Benjamín Rubio nació en Bustarga, en Ancares (León) el 12 de octubre de 1925. Durante la guerra civil española vio la represión del bando nacional y marcó su vida para siempre. A los 16 años empezó a trabajar en la minería, con una influencia anarcosindicalista y ejerció como enlace de la guerrilla del "maquis" para la Agrupación Guerrillera León-Galicia, liderada por César Ríos, entre 1942 y 1949. En estos años, sufrió la persecución y finalmente fue encarcelado.
Tras salir de la cárcel, se trasladó a la comarca leonesa de Laciana para volver a trabajar en la mina. Dejando atrás su influencia anarcosindicalista, el Partido Comunista de España (PCE) se puso en contacto con él para la reorganización de su estructura en el interior de España. De esta forma, se convirtió en dirigente comunista en la clandestinidad para León y Galicia. Su participación en la Huelga Minera de 1962 (denominada "La Huelgona"), sienta un importante precedente histórico, al conformarse una de las primeras Comisión Obrera permanente. Desde finales de los años 50, la política sindical del PCE marcaba el intrusismo en los sindicatos Verticales. En diversas huelgas mineras asturianas (1958, 1959,...), se habían configurado Comisiones Obreras que se habían disuelto tras la finalización del conflicto. La diferencia del caso lacianiego es que, durante dicha huelga, los trabajadores consiguieron introducir 12 representantes dentro de la Junta de Empresa controlada por la Minero Siderúrgica de Ponferrada y cercana al Régimen franquista. Uno de esos representantes era Benjamín Rubio, conformándose una Comisión Obrera permanente y cuya extensión será el nacimiento del sindicato Comisiones Obreras (CCOO), de la que se convirtió en un importante dirigente.
En los primeros años de la década de los 70, en el marco de la Huelga de la Antracita y con unas CC.OO. ilegalizadas y perseguidas, Benjamín Rubio recibe el encargo de viajar al Reino Unido para recabar un apoyo del sindicalismo europeo a las Comisiones Obreras, apoyo que consigue. Durante varios años continuó su labor de dirigente del Partido Comunista Español y Comisiones Obreras, participando en la Transición Española. Finalmente, abandonó la primera línea de la política, iniciando una colaboración con la Asociación Guerra y Exilio (AGE) en la lucha por la recuperación de la memoria histórica y el reconocimiento de los guerrilleros como soldados y no como bandoleros. Entre esas actividades, en el año 2000 colaboró con la Caravana de la Memoria, que reunió en Villablino a varios guerrilleros gallegos y leoneses, iniciando una lucha por la memoria.
Unos meses antes de morir, publicó su libro "Memorias de la Lucha Antifranquista", donde recoge importantes aspectos biográficos e históricos, así como las letras de los himnos de la guerrilla y otra información. También participó en el Documental "La Guerrilla de la Memoria".
Falleció el 25 de agosto de 2007.